# Arcosanti

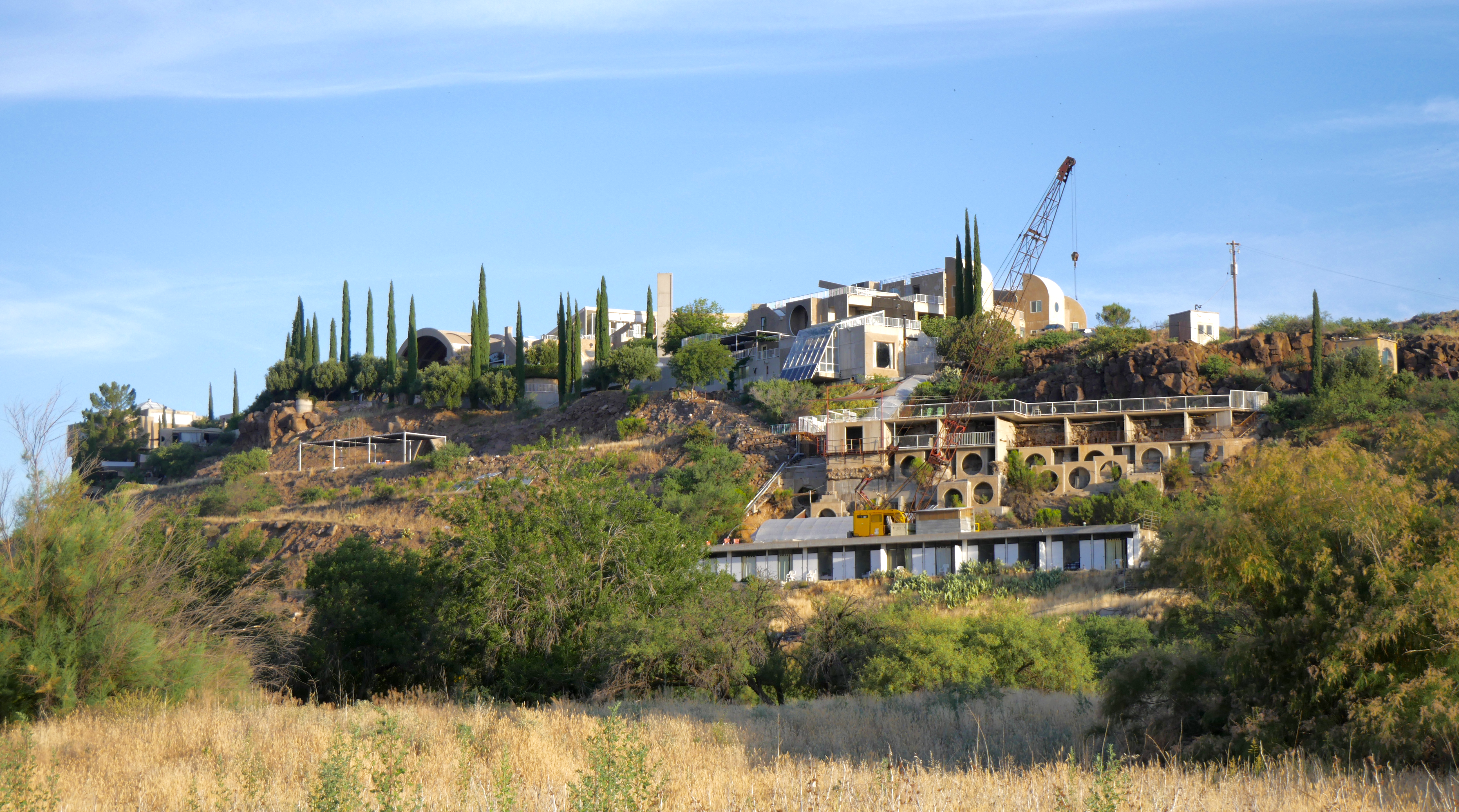

Arcosanti är en arktitektonisk experimentstad belägen i Yavapai County i centrala Arizona, USA, påbörjad 1970. Initiativtagare var Paolo Soleri. Tanken med byggandet är att minimera miljöpåverkan både under själva byggandet och boendet i de färdiga byggnaderna. Arcosanti ligger ca 110 km norr om Phoenix.